# Euploea alopia
Euploea alopia är en fjärilsart som beskrevs av Jean Baptiste Godart 1819. Euploea alopia ingår i släktet Euploea och familjen praktfjärilar. Inga underarter finns listade i Catalogue of Life.